# 山田和司 (造園学者)
山田 和司（やまだ かずし）は緑化・造園研究者で一般財団法人日本緑化センター常務理事や参与を歴任。日本緑化センターの職員・研究員として環境緑化に関する技術的業務や研究に永年従事してきた。

## 実績等
日本緑化センターの民間資格である自然再生士制度の発足（2015年）に尽力したほかに樹木医、松保護士制度の試験やCPD等の運営に従事
旧建設省時代からの公共用緑化樹木等品質寸法規格基準（案）の策定（1980年）とその改定に向けた調査と立案、解説書の編集等や、その後国土交通省の監修による植栽基盤整備技術マニュアルの策定（2003年）と改定にも従事。
工場緑化に係る工場立地法の改正検討やセンターの全国表彰等の普及に従事。
国・自治体等の委託等に基づく国営公園等の全国の公園緑地、植栽の管理・再生等、道路緑化等の計画・設計、風致地区制度の見直し等に関する調査等を多数関与。
自身の研究としては「地域制緑地制度の有効性と運用の課題に関する研究」で平成23年に和歌山大学大学院システム工学研究科から工学博士の学位を授与された。
2022年に第44回日本公園緑地協会北村賞を受賞。